# Claude-Philibert Barthelot de Rambuteau
Pour les articles homonymes, voir Rambuteau.
Claude-Philibert Barthelot, comte de Rambuteau, né le 9 novembre 1781 à Mâcon (France) et mort le 11 avril 1869 à Charnay-lès-Mâcon, est un préfet et administrateur français. Haut fonctionnaire de la première moitié du XIXe siècle, il fut conseiller d'État et pair de France, et a joué un rôle important en tant que préfet de la Seine de 1833 à 1848. 
Il a mis en place les premiers éléments de la transformation de Paris, poursuivie par le préfet Haussmann sous le Second Empire : percée de nombreuses artères dont les Champs-Élysées, achèvement de nombreux édifices et constructions d'importants monuments.
La rue Rambuteau à Paris porte son nom.
En 1834, il a fait installé plus de 400 urinoirs publics (appelés ironiquement "colonne rambuteau") sur les trottoirs de Paris.

## Biographie

### Origines familiales et jeunesse
Le comte Claude-Philibert Barthelot de Rambuteau naît à Mâcon en 1781, d’une vieille noblesse catholique originaire du Sud de la France, des environs de Montauban, enracinée en Bourgogne depuis le XVIe siècle. Les Barthelot possèdent alors les terres d’Ozenay, de Meursault et de Crary. La propriété de Rambuteau est acquise plus tardivement en 1545 ; du château ancien, il reste une tour et une chapelle, le château actuel sera construit à partir de 1824.
Le comte vécut son enfance au château de Champgrenon, à Charnay-lès-Mâcon. Construit en 1580, cette demeure eut le privilège d’abriter les réunions des poètes de la Pléiade. Le comte doit ses deux prénoms à ses ancêtres, dont Claude de Barthelot qui protégea l’abbaye Saint Philibert de Tournus contre les huguenots.
Son père se prénomme donc Claude et son oncle Philibert ; lui-même cumule ce double héritage. Ses aïeux sont des militaires qui servent vaillamment leur Roi et la France, lors de la guerre de Succession d’Espagne (1702-1713) puis de la guerre de Succession d’Autriche (1740-1748). Là, Claude Barthelot de Rambuteau au service du prince de Conti obtient la croix de Saint-Louis, éminente distinction militaire. 
Les Mémoires ne nous disent rien de plus sur cette lignée, somme toute classique, de vieille noblesse française, s’acquittant comme il se doit de l’impôt du sang, payant de sa personne et aussi de ses biens, sans en obtenir beaucoup plus que la gloire et l’honneur de servir. Claude de Rambuteau, grand-père du comte Philibert, eut l’obligation de nourrir en partie ses hommes et fut obligé de vendre ses terres de Villars et de Crary, et à mettre "les écureuils à pied" à savoir en coupant et vendant ses bois. 
Cette noblesse de province, différente de l’aristocratie parisienne, repose sur des assises foncières essentielles, ce qui n’exclut pas un important réseau aristocratique de relations amicales et familiales ; à Lyon Monsieur de Brévannes, Madame de la Salle, à Paris chez ma tante de Boisgelin, hôtel Brévannes, rue d’Orléans, au Marais comme le précise le comte de Rambuteau après avoir évoqué son enfance tourmentée.

### Carrière
Il est tout d’abord administrateur sous le Premier Empire. Nommé chambellan de Napoléon Ier en 1809, comte d'Empire en 1810. Il fait l'apprentissage de l'administration en participant aux séances du Conseil d'État et est chargé de plusieurs missions diplomatiques en Europe. Préfet du Simplon en 1813, il organise son département ainsi que le retour de l’armée d’Italie dans des conditions particulièrement difficiles. Il doit fuir en pleine nuit le 26 décembre 1813  (P 30). Il est nommé préfet de la Loire en 1814. Durant les Cent-Jours, il est de nouveau au service de l'Empereur en tant que préfet à Montauban. Rambuteau a été marqué par son expérience de l'époque napoléonienne ; il écrira dans ses Mémoires :   

« Je trouvais  un grand intérêt à suivre l'Empereur au Conseil d'État... C'était la grande école de gouvernement, si j'ai valu quelque chose depuis, c'est à cette école que je l'ai dû. »

Après la bataille de Waterloo (1815), destitué par la seconde Restauration, il se retire en Bourgogne où il reste sans emploi administratif pendant douze ans. Néanmoins il reste à l’écoute de la vie politique et s’occupe de la gestion de son domaine. Il fait reconstruire son château de Rambuteau et procède à des plantations de mélèzes et de pins  (p 51).  
En 1827, il est élu député de Saône-et-Loire dans la circonscription de Mâcon et choisit de siéger avec l’opposition libérale; il est réélu en 1830. En désaccord avec la politique réactionnaire de Charles X, il concourt à l'instauration de la monarchie de Juillet. Réélu une nouvelle fois en juillet 1831, Louis-Philippe le nomme préfet de la Seine en 1833, puis l'appelle à la Chambre des pairs (1835).

### Préfet de la Seine
Il exerce cette fonction de 1833 à 1848. Dans sa première adresse à Louis-Philippe, le préfet Rambuteau déclare : 

« Dans la mission que Votre Majesté m'a confiée, je n'oublierai jamais que mon premier devoir est de donner aux Parisiens de l'eau, de l'air et de l'ombre. »

Son mandat est marqué par la mise en œuvre des théories hygiénistes. Un an avant sa nomination, en 1832, une épidémie de choléra a ravagé Paris. Rambuteau estime que les rues étroites, tortueuses et insalubres du centre de Paris favorisent le développement de la maladie. Il lance le percement d'une voie de 13 mètres de largeur, ce qui constitue une nouveauté dans le centre de la capitale : la rue Rambuteau, qui recevra le nom du préfet dès 1839. 
Sous son mandat, l'Arc de Triomphe et l'église de la Madeleine sont terminés et le projet de la grande avenue des Champs-Élysées voit le jour. L’obélisque de Louxor est érigé sur la place de la Concorde. La ligne des grands boulevards et celle des quais de la Seine font l’objet de grands aménagements. Six nouveaux ponts sont lancés sur la Seine. À son initiative de nombreuses églises sont construites ou restaurées dont la Sainte-Chapelle et Saint Germain l’Auxerrois.   
Rambuteau agit énergiquement pour l’amélioration et l’agrandissement des hôpitaux de Paris de sorte que 3000 nouveaux lits sont ouverts à la Pitié, Beaujon, Cochin, Necker et à l’Hôtel Dieu. Il s’occupe aussi du sort des aliénés à Bicêtre.   

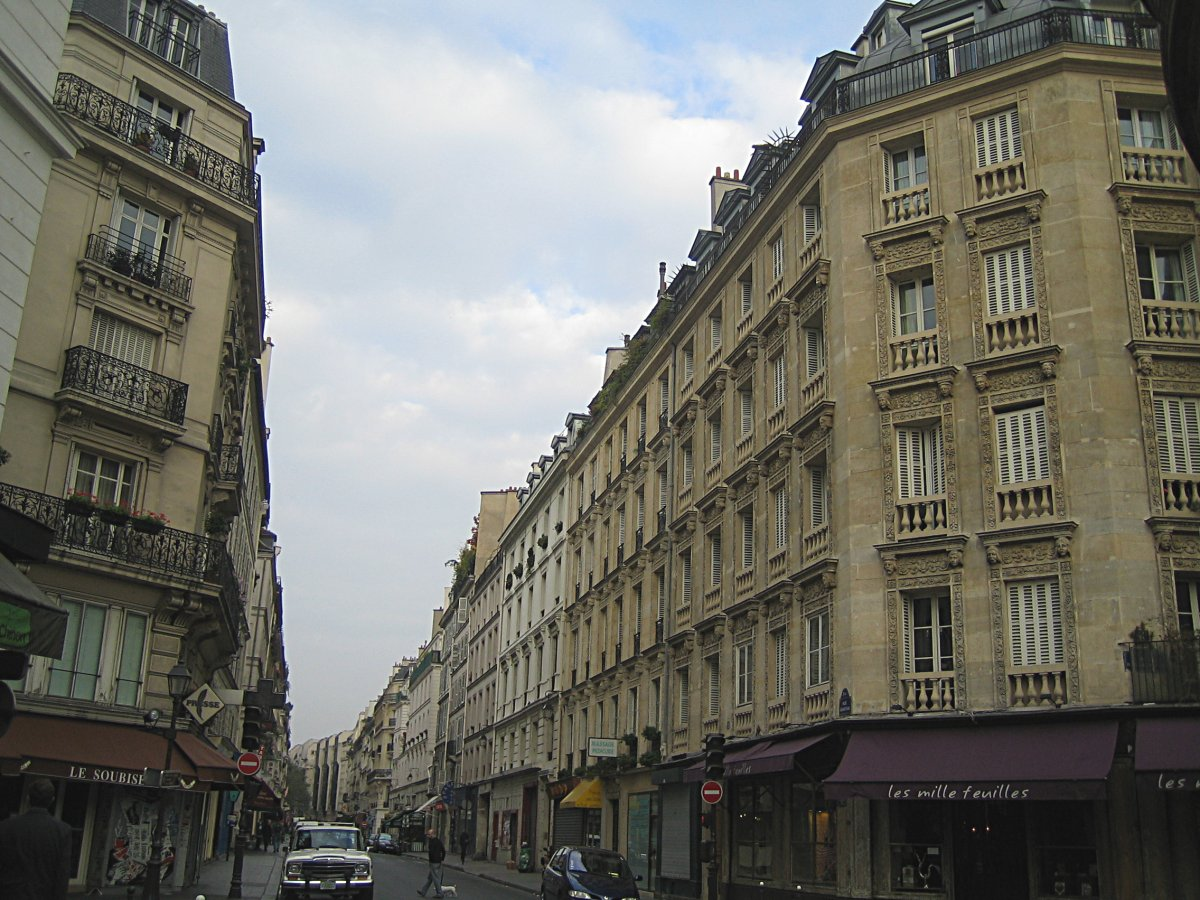
La rue Rambuteau à Paris

Appliquant sa devise « de l'eau, de l'air, de l'ombre », Rambuteau fait moderniser le réseau des égouts et construire de nombreuses fontaines, dont certaines sont encore en fonction sur la voie publique. Passionné de sylviculture, il installe l’arbre dans la rue : il développe les espaces verts et la plantation d'arbres le long des avenues. On disait à son propos :   

« Le préfet aime mieux se faire arracher une dent que de laisser arracher un arbre. »

Il généralise l'éclairage au gaz : à son arrivée aux affaires, la ville comptait 69 becs de gaz (réverbère à gaz qui a rendu obsolète l’utilisation des réverbères à huile), à son départ, 8 600.  
Son nom est aussi attaché aux vespasiennes qu'il a fait installer sur les voies publiques. À Paris, les vespasiennes ont un temps été appelées rambuteaux, par antonomase.
La grande réalisation architecturale pilotée par Rambuteau est la reconstruction et l’agrandissement de l’Hôtel de ville tout en restant dans le style de la Renaissance. On peut observer des « R » sur les cheminées latérales qui sont la signature du préfet Rambuteau.
Les témoignages de ses contemporains attestent l’importance de ces transformations (voir ci-dessous le paragraphe Citations). 
Il fut également l'un des préfets les plus actifs pour la conservation des monuments anciens de son département, au côté d'autres préfets de la monarchie de Juillet sensibles à la préservation du patrimoine tel Chaper en Côte d'Or, Gabriel dans l'Aube et Rivet dans le Rhône. 
Le pouvoir de l'administration reste cependant limité par les règles d'expropriation. Une loi « d'expropriation pour cause d'intérêt public » du 3 mai 1841 s'efforce d’adapter ces règles. Cette loi reste toutefois favorable aux propriétaires, toujours largement indemnisés grâce à un jury attentif à les défendre. Malgré le vote de la loi qui a permis la réalisation de certains travaux d'urbanisme, Rambuteau n'a pas eu les moyens qui permettront plus tard à Haussmann de mener à bien les grands travaux dont il a montré la voie. 
Rambuteau termine ses Mémoires en écrivant : 

« On a fait depuis moi plus beau et plus grand; on a été plus hardi; on a aussi moins compté. J'ai laissé la ville sans dette, je n'ai point pesé sur le contribuable; je me suis montré économe des deniers publics, et je me suis toujours rappelé de mot de Sully à la louange d'Henri IV : le feu roi était ménager. »

### Gestion de la terre de Rambuteau
L’œuvre de Claude-Philibert Barthelot, comte de Rambuteau, ne se limite pas à sa carrière préfectorale et politique.
Au cours de sa vie active et après le décès de son père « Le Préfet » avait en charge la difficile gestion du domaine de Rambuteau. Les comptes d’exploitation étaient alors déficitaires, plombés par des emprunts contractés par le défunt marquis de Rambuteau.
« Le Préfet » mena pendant 24 ans, cette tâche de façon très épisodique et parallèlement à ses charges préfectorales et politiques. Au cours de sa mise en disponibilité de 1815 à 1827 (12 ans de loisirs) ou après sa révocation en 1848, soit pendant 33 ans, il exercera une gestion de proximité beaucoup plus directe. Sa gestion s’est étalée sur 58 années dont 47 consacrés aux plantations de conifères : le grand chantier sylvicole du comte de Rambuteau. Trois régisseurs se sont succédé : Pierre Revol (1810-1816), Desmus (1817-1854) et enfin Pierre Chevenet (1854-1864).
M. de Rambuteau a réussi, malgré des difficultés majeures, à rationaliser et rentabiliser l’exploitation de la terre de Rambuteau.
Il fut, après ses premières expériences de reboisement, le promoteur des plantations de résineux en Brionnais. Plantations qui se sont maintenues et perpétuées. Aujourd'hui, les résineux dans ce secteur ont largement supplanté les essences pionnières de feuillus.

### Mariage et descendance
Il a épousé, le 7 mars 1808 à Agen, Marie-Adélaïde-Charlotte de Narbonne-Lara, née le 11 mai 1790 au château de Bellevue (Meudon), morte le 31 décembre 1856 au château de Champgrenon à Charnay-lès-Mâcon. Elle était la fille du comte Louis Marie de Narbonne-Lara, dernier ministre de la guerre de Louis XVI et supposé d’ascendance royale. Le couple a eu trois filles : 
- Claudine-Adèle (1809-1876) qui épousa en 1831, Emmanuel de Mesgrigny (1807-1874) ;
- Marie-Louise (1812-1880) qui épousa en 1834, Théodore Gilles Louis Alphonse de Rocca (1812-1842) ;
- Amable-Françoise (1817-1851) qui épousa, le 16 juillet 1835 à Paris, Jean-Jacques-Louis Lombard de Buffières (1800-1875).

## Citations
« M. de Rambuteau renouvela la face de Paris. Les vieilles rues furent rendues plus praticables ; cent vingt kilomètres d'égouts furent remaniés, les boulevards nivelés, les quais et les places plantés d'arbres, et l'éclairage au gaz fut presque partout substitué aux lanternes de M. de Sartine. Vingt-sept boulevards extérieurs furent commencés ; on modifia et décora les places de la Concorde, et de la Bastille ; les Champs-Élysées se couvrirent d'hôtels. Des terrains incultes et des marais, dans les faubourgs du Temple, Saint-Martin et Montmartre et dans le clos Saint-Lazare, se transformèrent en quartiers salubres et aérés. Parmi les édifices restaurés ou construits, il faut citer l'Hôtel-de-Ville, la Sainte-Chapelle, Notre-Dame-de-Lorette, la Madeleine, Saint-Vincent-de-Paul, le Collège de France, le grand hôpital Lariboisière, les prisons modèles de La Roquette et de Mazas, les fontaines Cuvier, Richelieu et Saint-Sulpice, etc. »

— Article Comte de Rambuteau, de H. Fisquet, Nouvelle biographie générale depuis les temps les plus reculés jusqu'à nos jours, Firmin Didot Frères, 1862

« M. de Rambuteau fut, on ne l'a pas oublié, l'Haussmann du gouvernement de Louis-Philippe, mais un Haussmann raisonnable et modéré, moins audacieux, moins aventureux, plus sérieusement administrateur, plus économe des deniers des contribuables, enfin moins dédaigneux de l'opinion de ses administrés, comme il convenait à un régime constitutionnel. »

— Pierre Larousse, Grand Dictionnaire universel du XIXe siècle, 1875

## Œuvres
- Mémoires du comte de Rambuteau publiés par son petit-fils, Paris, Calmann-Lévy, 1905 (BNF 36583360)
- Notes de Mr. de Rambuteau sur son voyage d'Angleterre ([PDF])